# Vitrac-Saint-Vincent
Vitrac-Saint-Vincent település Franciaországban, Charente megyében. Lakosainak száma 494 fő (2022. január 1.). Vitrac-Saint-Vincent Chasseneuil-sur-Bonnieure, Cherves-Châtelars, Montembœuf, Saint-Adjutory és Suaux községekkel határos.

## Népesség
A település népessége az elmúlt években az alábbi módon változott:
| Lakosok száma | 545  | 514  | 512  | 526  | 518  | 516  | 521  | 514  | 499  | 494  |
|               | 1968 | 1982 | 1999 | 2006 | 2011 | 2015 | 2017 | 2018 | 2020 | 2022 |